# ʾizār

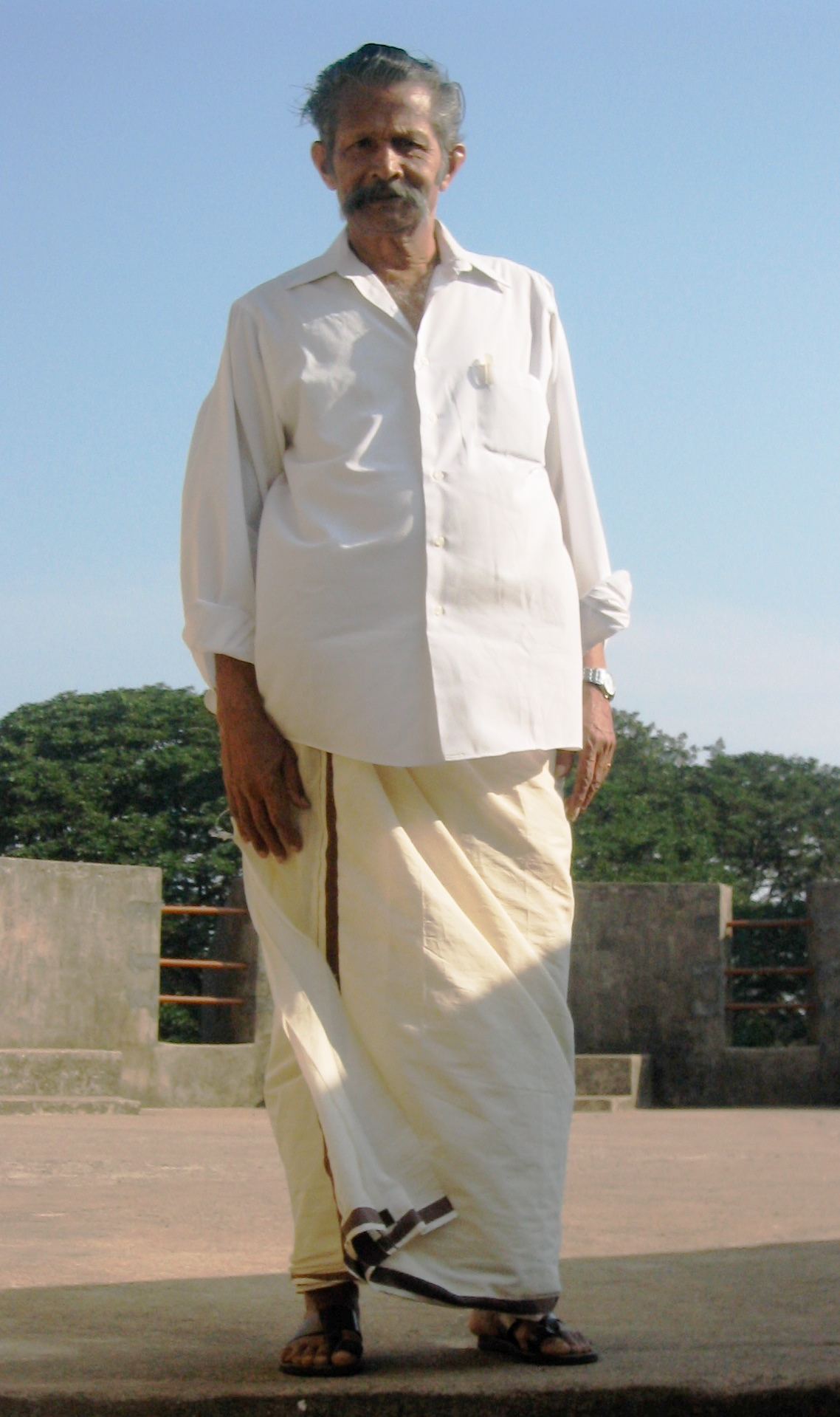

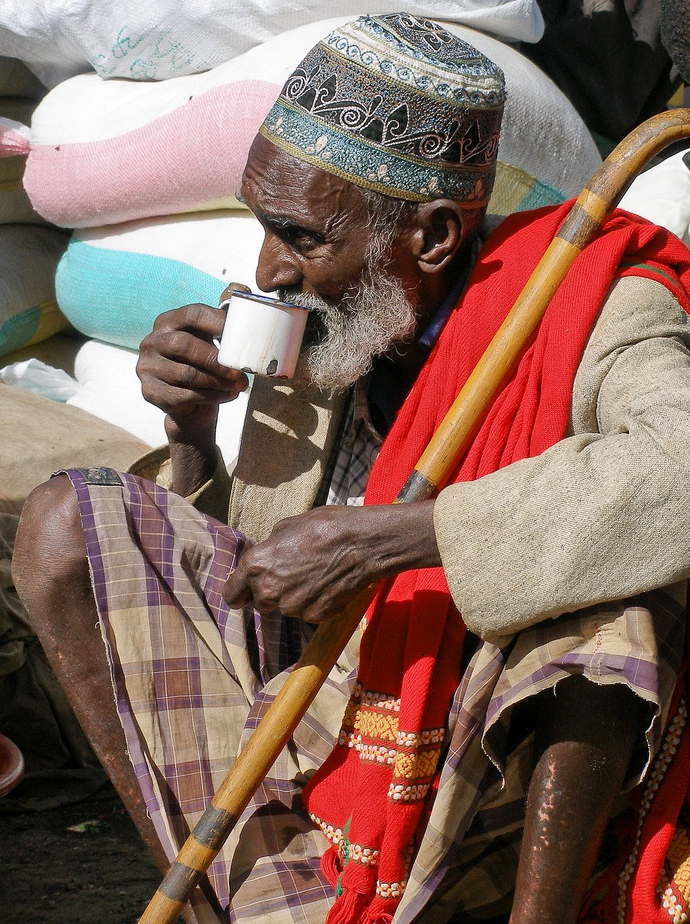

El ʾizār (en árabe, إِزَار) es una vestimenta tradicional masculina árabe, que consiste en una tela rectangular envuelta alrededor de la parte inferior del cuerpo, a modo de falda o pareo. Antiguamente, también se entendía como sinómo de túnica, acepción obsoleta.
Derivados léxicos son مِئْزَرَ miʾzara (‘capa’) y مِئْزَر miʾzar (‘mandil, delantal, overol’), del cual proviene el término español «almaizar, -l».